# II. Orso Participazio
II. Orso Participazio (?, 9. század – Ammiana, 932 után) volt a tizennyolcadik dózse a Velencei Köztársaság élén. Ugyan húsz éven keresztül foglalta el Velence legfőbb hivatalát, a történelem mégis csak igen homályosan emlékezik meg róla.

## Élete
Orso volt a neves Participazio család hatodik dózsei trónra kerülő tagja. Elődjének, Pietro Tribunónak a halála után a velenceiek között ismét felerősödött az örökletes uralom mellett kardoskodó nemes család befolyása. 912-ben Orso személyében egy olyan dózse került a köztársaság élére, aki mintegy „fantomuralkodóként” állt a városállam élén. Uralkodásának két évtizedes szakaszáról csak találgatások élnek, hiszen semmiféle írásos dokumentum nem maradt fenn róla.
Az bizonyos, hogy Orso igen kényelmes uralkodó volt, hiszen Itália ebben a korban is szenvedett a magyarok támadásától, és ugyan a pogány nép nem támadta meg közvetlenül Velencét, Orso a kisujját sem mozdította a kereszténység védelmében. Ugyanígy volt ez az Adriai-tengeren is, ahol a neretvai horvátok és más szláv, illetve szaracén kalózok újra virágkorukat élhették. Ebben az időszakban még az is előfordult, hogy a rablóflotta magába a Velencei-öbölbe is bemerészkedett.
A történészek úgy gondolják, hogy Orso visszafogottsága abból eredt, hogy családjának immár sokadik generációs uralkodója volt, akinek vagyona és befolyása lehetővé tette a „hanyag” uralmat. Az is előnyére vált, hogy a pápa folyton pénzügyi juttatásokkal támogatta Velencét a pogányok elleni harcban. Ez a pénz is Orso udvarában kötött ki. A Participazio család ebben a korban vette fel a Badoer nevet, amely később a Participazio név letűntével egyedüliként jelezte a nagy múltú nemes családot. A címet Orso Konstantinápolyból kapta, és valójában bizánci nemesi cím volt, amely a császár fiát illette meg.
Orso pénzt veretett a korábban felállíttatott pénzverdében, de a kereskedelemmel alapvetően nem foglalkozott. Ebből a nemtörődömségből a velenceieknek lassan elegük lett, és 932-ben lemondatták Orsót. A trónfosztott dózsét különösebben ez sem érdekelte, és egy kolostorba visszavonulva töltötte életének hátralevő részét.
| Előző uralkodó: Pietro Tribuno | Velencei dózse 912-932 | Következő uralkodó: II. Pietro Candiano |